# Alfred Herbert Fritz

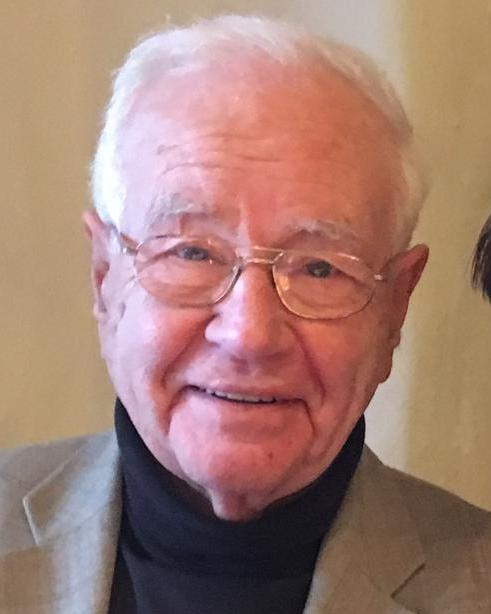
Alfred Herbert Fritz

Alfred Herbert Fritz (* 28. März 1937 in Brodnica, Polen) ist ein deutscher Fertigungsingenieur und pensionierter Professor der Technischen Fachhochschule Berlin.

## Leben und Ausbildung
Herbert Fritz wurde als Sohn eines evangelischen Pfarrers in der DDR nicht zum Studium zugelassen und übersiedelte deshalb 1955 nach West-Berlin. Nach der bestandenen Ergänzungsprüfung für Ostabiturienten begann er im Wintersemester 1956 an der Technischen Universität Berlin das Studium der Werkstoffwissenschaften. Im August 1963 wurde er von Walter Panknin als wissenschaftlicher Mitarbeiter am Institut für Verformungskunde eingestellt und im Februar 1966 zum wissenschaftlichen Assistenten der TU ernannt. Er promovierte dort über ein Thema der Metallphysik beim Tiefziehen austenitischer Bleche.
Fritz begann 1970 seine Industrietätigkeit als Leiter der Messabteilung in der zentralen Entwicklung der Schloemann AG in Düsseldorf. 1974 baute er im Betriebsforschungsinstitut des Vereins Deutscher Eisenhüttenleute (VDEh) die Abteilung Ergonomie und Umweltschutz auf. Unter seiner Leitung wurden zahlreiche BMFT- und EG-Vorhaben im Programm „Humanisierung des Arbeitslebens“ durchgeführt.
- Einflussgrößen auf die Schallemission bei Warm und Kaltsägen und Maßnahmen zur Lärmminderung. Karlsruhe 1979 (BMFT HA 79-19)
- mit H. Kremer, D. Otto und A. Schmitz: Ursachen der Geräuschentstehung und Pulsationen an Gasbrennern für Industrieöfen. Karlsruhe 1979 (BMFT HA 79-15)
- mit Th. Lehmkühler, L. van Heyden und F. Vissel: Gesamtstickoxid-Emission technischer Gasfeuerungen. Düsseldorf 1978 (EGKS 6254-00-1-226)
- mit H. Brand und H. Schnauber: Messtechnische Untersuchung mechanischer Schwingungsquellen an Arbeitsplätzen der Eisen- und Stahlindustrie. (EGKS 6254-34-1-029)
- mit O. Bschorr, H. Kettner und G. Neugebauer: Lärmverteilung in Fabrikhallen – Berechnung und Planung. Frankfurt 1981. Schriftenreihe Humanisierung des Arbeitslebens Band 10

Zum 1. Oktober 1977 wurde Fritz auf die C3-Professur für Fertigungstechnik und Werkstoffprüfung im Fachbereich Maschinenbau an der TFH Berlin, berufen. Gleichzeitig erfolgte auf seine Initiative hin die Gründung der gemeinnützigen Gesellschaft für Fertigungstechnik e.V. als Träger für das Institut für Lärmminderung an Fertigungsanlagen (ILFA). Dadurch konnten Probleme aus mittelständischen Betrieben in Berlin direkt aufgegriffen und als Anträge auf Kleinförderung an die Technologie-Vermittlungs-Agentur (TVA) herangetragen werden.
Die EG-Kommission in Brüssel bewilligte dem ILFA-Institut 1983 einen Forschungszuschuss von 480.000 DM zur „Geräuschminderung beim Schweißen und Brennschneiden in der Stahlindustrie“ mit einer Laufzeit von 1984 bis 1987. EGKS 7257-78/356/01. A. H. Fritz, J. Sternberg und W. Kühnlein: Abschlussbericht.
Ein weiteres EG-Großvorhaben mit der Laufzeit 1988 bis 1991 wurde in Zusammenarbeit mit der Boschgotthardtshütte (Siegen) durchgeführt. A. H. Fritz, J. Sternberg und C. Wagner: Verringerung des Risikos biomechanischer Schäden bei Schleifern von Block- und Stranggusskokillen. Siegen 1991 (EGKS 7249/13/056)
Neben diesen Forschungsaktivitäten war Fritz von 1980 bis zur Pensionierung im Jahre 2002 auch Leiter des Produktionslabors der TFH, wo mit fünf technischen Angestellten die praktische Ausbildung der angehenden Maschinenbau-Ingenieure stattfand. Hier betreute er über 100 Diplomarbeiten. Außerdem wurde halbjährlich die VDI-Tagung Lärmminderung an Fertigungsmaschinen durchgeführt, von 1990 bis 1994 auch Fortbildungsveranstaltungen für Ostberliner Fertigungsbetriebe.
Alfred Herbert Fritz veröffentlichte als Autor und Herausgeber mehrere Fachbücher und über 100 Artikel und Handbucheinträge. Sein wohl wichtigstes Werk ist das Springer-Lehrbuch Fertigungstechnik, in dem auf kostenlos zu ladende Podcasts zu einzelnen Verfahren hingewiesen wird. Öffentlich gehaltene Vorträge führten A. H. Fritz in viele Universitätsstädte, u. a. Amsterdam, Peking, Istanbul, London, Luxembourg, Madrid, Sydney, Warschau, Wien.

## Veröffentlichungen (Auswahl)
- Alfred Herbert Fritz (Hrsg.): Fertigungstechnik. 13. Auflage 2022, Springer Vieweg; ISBN 978-3-662-64874-2
- Alfred Herbert Fritz, Manfred Paasch u. a.: Taschenbuch der Technischen Formeln. 2. Auflage K.-F. Fischer (Hrsg.) Fachbuchverlag Leipzig im Carl Hanser Verlag 1999. ISBN 3-446-21052-0; Englisch 1999: ISBN 1-56990-248-8. In Italienisch 2004: ISBN 88-203-2731-7
- The Human Factor in metals plant operation and design. Book 187. The Metals Society 1977. H. Brand, D. Eickelpasch, G. Förster, H. Fritz, D. Marchand u. a. ISBN 0-904357-11-2
- Hermann Schenck (Hrsg.), Herbert Fritz, Hermann Gattinger, Klaus Peters u. a.: Herstellung von Grobblech, Warmbreitband und Feinblech. Verlag Stahleisen Düsseldorf 1976. ISBN 3-514-00167-7
- Wissensfloater – Innen-Hochdruck-Umformen (IHU). Podcast Nr. 58 zum Wissens-Floater: (bei YouTube)

| Personendaten    | Personendaten                 |
| ---------------- | ----------------------------- |
| NAME             | Fritz, Alfred Herbert         |
| KURZBESCHREIBUNG | deutscher Fertigungsingenieur |
| GEBURTSDATUM     | 28. März 1937                 |
| GEBURTSORT       | Strasburg, Westpreußen        |